# دنیای من
دنیای من (به انگلیسی: My World) نام قسمت اول اولین اثر جاستین بیبر، خواننده و هنرمند کانادایی است. قسمت دوم این آلبوم چندآهنگه (EP)، آلبوم دنیای من ۲٫۰ است.
آلبوم دنیای من در ۱۷ نوامبر ۲۰۰۹ (‎۲۶ آبان ۱۳۸۸ ه.ش) منتشر شد و تنها ۲۶ دقیقه زمان داشت.
از این آلبوم ۷ آهنگه، ۴ ترانه به عنوان تک‌آهنگ منتشر شد که دو عدد از آن‌ها، فقط به صورت دانلود دیجیتالی عرضه شد.   
اولین تک‌آهنگ این آلبوم با نام «یک‌بار» در ۷ ژوئیه ۲۰۰۹ (‎۱۶ تیر ۱۳۸۸) منتشر شد. 
این آهنگ در اولین هفتۀ انتشارش توانست رتبه ۱۲ را در جدول صد اثر برتر کانادا و رتبۀ ۱۷ را در جدول ۱۰۰ اثر برتر بیلبورد بدست آورد. سه تک‌آهنگ دیگر این آلبوم با نام‌های «یک دختر تنها»، «مرا دوست بدار» و «دختر محبوب» در جدول ۱۰۰ اثر برتر بیلبورد، جز ۴۰ اثر برتر شدند.
بیبر اولین خواننده‌ای بود که توانست در اولین اثر خود، ۷ ترانه در جدول ۱۰۰ اثر برتر بیلبورد داشته باشد. 
این آلبوم در جدول بیلبورد ۲۰۰ رتبهٔ ۵ را بدست آورد. فروش دنیای من در هفتهٔ اول ۱۳۷،۰۰۰ نسخه بود. ۲ ماه بعد از انتشار این آلبوم، فروش آن در آمریکا از ۱ میلیون نسخه فراتر رفت.

## سرایش و سبک آوازی
سبک این آلبوم بیشتر آر اند بی است که به سمت پاپ گرایش دارد و بیشتر از هنرمندانی همچون مایکل جکسون، استیو واندر، آشر، نی-یو و کریس براون الهام گرفته شده است. منتقدان معتقد هستند که سبک، اندیشه و میراث مایکل جکسون در این آلبوم بسیار مشهود است. روزنامهٔ نیویورک تایمز نوشته است: «ترانهٔ اولین رقص انعکاسی است از ترانهٔ مشهور تو تنها نیستی مایکل جکسون.» همچنین نیویورک تایمز معتقد است که ترانهٔ «بزرگتر» که سبک نیو جک سویمینگ دارد، به خاطر ترانه‌های جکسون بوده‌است. (سبک نیو جک سویمینگ پس از این که مایکل جکسون آن را در آلبوم خطرناک خود استفاده کرد به معروفیت رسید.)
مجلهٔ رولینگ استون هم معتقد است که ترانهٔ «بزرگتر» تقلید و کپی از ترانهٔ پی وای تی جکسون است.

## فهرست ترانه‌ها
1. یک‌بار
2. دختر محبوب
3. به سمت زمین
4. بزرگتر
5. یک دختر تنها
6. اولین رقص (به همراه آشر)
7. مرا دوست بدار

## تور آربان بی هوییر
در ۱ نوامبر ۲۰۰۹ (‎۱۰ آبان ۱۳۸۸)، بیبر تور کوچکی با نام تور آربان بی هوییر را که شامل ۵ کنسرت بود آغاز کرد. حمایت کنندهٔ این تور شرکت آربان بی هوییر بود. این تور تنها در کشور کانادا برگزار شد.
به خاطر مریضی بیبر، اولین کنسرت در ونکوور برگزار نشد و به تاریخی دیگر محول شد.

### تاریخ تور
| تاریخ                                      | شهر      | محل تور            |
| ------------------------------------------ | -------- | ------------------ |
| نوامبر ۱, ۲۰۰۹ - در ژانویه ۲۰۱۰ برگزار شد. | ونکوور   | Metrotown          |
| نوامبر ۳, ۲۰۰۹                             | ادمونتون | West Edmonton Mall |
| نوامبر ۴, ۲۰۰۹                             | مونترآل  | Centre Eaton       |
| نوامبر ۵, ۲۰۰۹                             | لندن     | White Oaks Mall    |
| نوامبر ۶, ۲۰۰۹                             | تورنتو   | Vaughan Mills      |

## واژه‌نامه
1. ↑  teen pop
2. ↑  New jack swing
3. ↑  Urban Behavior Tour